# 齐北铁路
齐北铁路自黑龙江省齐齐哈尔市齐齐哈尔站至黑龙江省北安市北安站，全长231公里。

## 历史
1928年開始興建，1933年完工。
2004年，拆除泰东和郭家站。
2016年齐齐哈尔至富裕区间实现复线化。
2019年7月16日，受黑龙江省中部地区强降雨影响，造成齐北线克东站至克山站间发生线路水害，导致2对旅客列车停运，5趟列车停运部分区段，1趟列车迂回运行。中国铁路哈尔滨局集团有限公司立即启动应急预案，迅速封锁线路，及时调整运行方案。负责抢修工作的绥化工务段和哈尔滨工务机械段迅速出动500余名抢修人员，调集20余辆重型轨道车、大型捣固车、挖掘机等救援车辆机具和抢险物资赶往现场，连续抢卸块石、碎石等90余车。17日15时21分，克东站至克山站区间铁路线抢修完毕，恢复开通。

## 与其它铁路的连接
- 富裕站：富西铁路
- 北安站：滨北铁路，北黑铁路